# 田目皇子
田目 皇子（ため の みこ、生没年不詳）は、大和時代の皇族。または多米王、豊浦皇子とも呼ばれる。

## 概要
用明天皇の第一皇子。母は蘇我石寸名（蘇我稲目の娘）または意富芸多志比売。子に男子一人（一説では高向王（宝女王の最初の夫、漢皇子の父））と佐富女王がいる。聖徳太子の異母兄。
用明天皇の崩御後、継母の穴穂部間人皇女（聖徳太子の母）と結婚したという。穴穂部間人皇女は佐富女王を産んだ。